# يفغيني فرولوف
يفغيني فرولوف (بالروسية: Фролов, Евгений Константинович)‏ هو لاعب كرة قدم روسي في مركز حراسة المرمى، ولد في 5 فبراير 1988 في جيليزنوغورسك في روسيا. لعب مع توربيدو موسكو ودينامو موسكو وموردوفيا سارانسك ونادي كوبان كراسنودار.

## وصلات خارجية
- يفغيني فرولوف على موقع Soccerway.com (الإنجليزية)
- يفغيني فرولوف على موقع عالم كرة القدم.نت (الإنجليزية)